# シビラの悪戯
『シビラの悪戯』（シビラのいたずら、原題：27 Missing Kisses）は、ジョージアとドイツ制作の青春映画。2000年5月11日に第53回カンヌ国際映画祭で初公開された。14歳の少女の性と恋の行方を詩情豊かに描いた青春ラブロマンス映画。
日本では2001年9月15日に劇場公開された。2002年4月26日にクロックワークスよりVHSが発売されている。また、2002年4月25日にコムストックよりDVD（PIBF-7336）が発売されて、オリジナル劇場予告やビデオ版予告など映像特典を収録されている。

## キャスト
| 役名               | 俳優                       | 日本語吹き替え |
| ------------------ | -------------------------- | -------------- |
| シビラ             | ナッサ・クヒアニチェ       | [[]]           |
| ミッキー           | シャルヴァ・イアシュヴィリ | 岸尾大輔       |
| アレクサンドル     | エフゲーニ・シディチン     | 金尾哲夫       |
| ヴェロニカ         | アマリヤ・モルドヴィノワ   | 高田由美       |
| アベサロム         | -                          | 河野智之       |
| ラヴェレンティ     | -                          | 家中宏         |
| ブルーノ           | -                          | 柳沢真由美     |
| コルシュフ         | -                          | 長克巳         |
| ネモ               | -                          | 千田光男       |
| マリア             | -                          | 竹口安芸子     |
| ナターシャ         | -                          | 相楽恵美       |
| ピョートル         | -                          | 内田直哉       |
| マルタ             | -                          | 佐藤しのぶ     |
| カルロヴィッチの妻 | -                          | 五十嵐麗       |

- その他の吹き替え：平野稔、小野塚貴志

## スタッフ
- 監督：ナナ・ジョルジャーゼ
- 製作：イェンス・モイラー、オリヴァー・ダミアン
- 脚本：ナナ・ジョルジャーゼ、イラクリ・クヴィリカーゼ
- 撮影：フェドン・パパマイケル
- 音楽：ゴラン・ブレゴヴィッチ
- 編集：ヴェセラ・マルシュウイスキー